# 約翰·巴瑞 (WD-40)
約翰·史蒂芬·巴瑞（英語：John Steven Barry，1924年8月31日—2009年7月3日）是一名美國企業家。他因推廣WD-40，一種在1950年代為用於太空計劃而創造的防水噴霧和溶劑而知名，並將其應用於消費市場。

## 早期生活和教育
巴瑞出生於明尼蘇達州明尼亞波利斯。他就讀於明尼蘇達大學，獲得機械工程學士學位。在加入美國海軍後，他被指定參加軍官培訓計劃。作為培訓的一部分，他就讀於哥倫比亞大學和哈佛大學。服完兵役後，他就讀於麻省理工斯隆管理學院，獲得工商管理碩士學位。他畢業後曾被3M公司聘用，但在韓戰期間被徵召到海軍服役。

## WD-40
該產品最初是由火箭化學公司（Rocket Chemical Company）在1953年發明的，作為一種脫脂和防鏽噴霧劑，WD-40的名字來自於「隔水劑，第40次配方」（Water Displacement, 40th formula）。它最早的用戶之一是康維爾公司，該公司用這種液體來保護其SM-65擎天神飛彈的外部。WD-40的創造者之一諾曼·拉森發現康維爾公司的員工在家裡找到其他用途，於是從1958年開始在商店裡推銷該產品。巴瑞沒有參與該公司，直到他在1969年受僱接替他的岳父賽·歐文（Cy Irving）擔任該公司的執行長和總裁。他認為該公司畢竟不是從事火箭業務，因此第一個行動是以其最知名的產品重新命名該公司為WD-40公司。
通過創造性的營銷，巴瑞通過增加廣告支出、改進產品設計及其獨特的藍黃氣霧罐、將銷售擴展到超市以開發衝動購物，以及在十年內將美國和國際上的分銷量從他被雇用時的1,200家批發商增加到14,000家，從而大大增加產品的市場。巴瑞喜歡使用免費的產品樣品作為促銷工具，包括每月向在越戰中作戰的士兵發送1萬份樣品，以幫助他們在艱苦的環境中保養武器。巴瑞堅定不移地抵制多角化是最佳營銷戰略的公認智慧，堅決將公司保持為單一產品的公司。
儘管巴瑞承認其他公司也有與他們相似的產品，但他確保該公司嚴格保護其商標，並且從未向公眾完全透露其生產中使用的成分。他拒絕為西爾斯百貨生產自有品牌的產品，強調在WD-40，「我們是一家營銷公司」，即使他們「看起來是一家製造公司」。公司的調查顯示，80%的美國家庭擁有該產品，用於吱吱作響的鏈條和清除道路柏油、解開黏在冰凍金屬上的舌頭，或是從公共汽車下移走一條巨蟒。
1990年9月，巴瑞卸任總裁兼執行長，由傑拉爾德·C·施萊夫（Gerald C. Schleif）接任。2000年9月，巴瑞離開董事會主席職位，由丹尼爾·W·德比斯（Daniel W. Derbes）接任。WD-40公司的銷售額從1970年的200萬美元，增長到1990年的9000萬美元，及2008年的3.17億美元。

## 個人生活
2009年7月3日，巴瑞因肺纖維化在加利福尼亞州聖地亞哥拉霍亞的一間專業護理中心去世，享年84歲。